# Nedunjeliyan I
Nedunjeliyan I – władca z południowoindyjskiej dynastii Pandjów.

## Życiorys
Mógł rządzić w okolicach końca III wieku p.n.e. Królestwo Pandjów, wówczas ze stolicą w Maduraju, osiągnęło za jego czasów szczyt swej potęgi. Objął tron w młodym wieku, wcześnie musiał stawić czoła inwazji ze strony sił zarówno Ćolów jak i Ćerów. Z powodzeniem je odparł, zapuszczając się ze swymi wojskami na terytorium kontrolowane przez tych pierwszych. Pamiętany przede wszystkim ze zwycięstwa w bitwie pod Talaiyanganam nieopodal Tiruvarur. Wziął w niej do niewoli władcę Ćerów, bądź też jego syna.
Jedną z politycznych konsekwencji wspominanej wyżej bitwy była polityczna supremacja Pandjów nad całym terenem zasiedlonym przez Tamilów. Wyznawca bramińskiego hinduizmu. Jego poleganie w kwestiach religijnych na klasie kapłańskiej zdaje się jasno wynikać ze źródeł. Zachowała się w nich wzmianka na temat złożenia przez władcę ofiary przy pomocy kształconych w Wedach kapłanów. Poeta, prawdopodobnie biegły w sztuce poetyckiej, był też mecenasem innych, współczesnych sobie twórców.
Sukcesy Nedunjeliyana zapewniły mu trwałe miejsce w tamilskiej literaturze. Opiewają go dwa znacznej długości teksty wchodzące w skład antologii poetyckiej Pathupattu, autorstwa kolejno Mangudiego Marudana oraz Nakkirara. Poświęcono mu też drobne utwory w zbiorach Puram i Aham.